# Ordem do Dragão

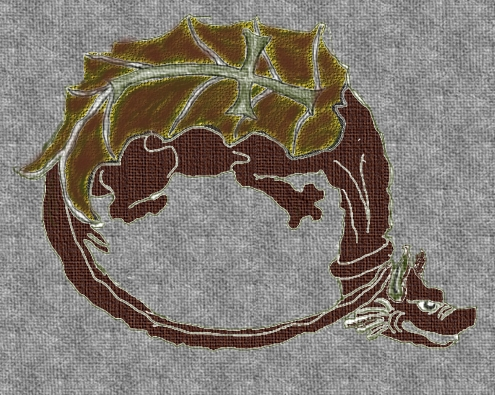
Símbolo da Ordem do Dragão

A Ordem do Dragão (Drachenorden, em alemão; Societas Draconistarum, em latim) era uma instituição parecida com as ordens cavalheirescas do tempo, baseada na Ordem de São Jorge (1318).
Foi criada em 1408 por Sigismundo, o então rei da Hungria e da Croácia, e futuro Imperador do Sacro Império Romano-Germânico, e sua rainha Bárbara de Celje, principalmente com o propósito de proteção para a família real.
Em seu estatuto, a ordem também exigia defender a cruz e batalhar contra seus inimigos, que nesta época eram os Turcos. A ordem original tinha vinte e quatro membros da nobreza.
Em 1431, Sigismundo chamou à Nuremberga quem ele considerou útil para formar alianças políticas e militares, cujo objetivo primário era iniciar o grupo na Ordem do Dragão. Um destes era Vlad II Dracul , um pretendente ao trono da Valáquia (hoje parte da Romênia).
A Ordem do Dragão adotou como seu símbolo em 1408 a imagem de um dragão circular com sua cauda enrolada em torno de seu pescoço. Ademais, o termo “dracul” tem suas origens na palavra em latim “draco”, significando “O Dragão”.
Vlad II era orgulhoso deste símbolo e seus brasões incorporaram um dragão; tanto que adotou “Dracul” em seu nome. O seu filho Vlad III usou o nome “Draculea” no contexto de “filho de Dracul” ou “filho daquele que foi membro da Ordem do Dragão”, uma vez que foi usado como título de honra.
A palavra “dracul”, entretanto, possuía um segundo significado (“diabo”) que foi aplicado aos membros da Casa dos Drăculești por seus inimigos e possivelmente também por camponeses supersticiosos.
Após o falecimento de Sigismundo em 1437, a Ordem do Dragão perdeu sua importância.

## Membros fundadores
A ordem possuía vinte e dois membros originais, enumerados nos estatutos de 1408:
- Armando II de Celje, pai da rainha Bárbara de Celje e aliado de Sigismundo
- Carlos de Kurjaković, nobre croata, conde de Krbava e Tesoureiro Real de 1408 a 1409
- Emérico Perényi, nobre húngaro e diplomata importante de Sigismundo
- Estêvão, o Alto, Príncipe e Déspote da Sérvia
- Felippo Spano, magnata e general italiano, que era confidente do rei Sigismundo
- Frederico II de Celje, irmão da rainha Bárbara de Celje e cunhado de Sigismundo
- João Alsáni, Mestre dos Copeiros
- João Garai, filho de Nicolau I Garai e irmão de Nicolau II Garai
- João de Kurjaković, nobre croata, conde de Krbava e Mestre dos Mordomos de 1406 a 1419
- Jaime Lack de Szántó, Voivoda da Transilvânia de 1403 a 1409
- João Maróti, Bano de Macsó
- João Tamási, Voivoda da Transilvânia de 1403 a 1409 junto a Jaime Lack de Szántó
- Nicolau Csáki, nobre húngaro e Vovoida da Transilvânia de 1402 a 1403 e de 1415 a 1426)
- Miguel Nádasdi, nobre húngaro e conde dos Sículos
- Nicolau II Garai, barão que foi Palatino da Hungria de 1402 a 1433
- Nicolau II Szécsi, nobre húngaro e Mestre da Tesouraria
- Paulo Besenyő e Paulo Pécsi, nobres húngaros, Banos da Croácia e Eslavônia
- Pedro Cseh de Léva, Voivoda da Transilvânia de 1436 a 1438 e Mestre do cavalo
- Pedro Perényi, conde dos Sículos e Juiz Real
- Simão Szécsényi, barão e líder militar, foi Mestre dos Porteiros de 1403 a 1409
- Stibor de Stiboricz, Senhor do Castelo de Beckov, e amigo próximo do rei Sigismundo